# 新奧羅拉 (戈亞斯州)
新奥罗拉（葡萄牙語：Nova Aurora）是巴西戈亚斯州的一个市镇。总面积302.66平方公里，总人口1988人，人口密度6.6人/平方公里。